# France aux Jeux mondiaux de 2009
Cet article contient des informations sur la participation et les résultats de la France aux Jeux mondiaux de 2009 à Kaohsiung à Taïwan.

## Médailles

### Or
| Sport               | Discipline          | Sportifs                                    |
| Médailles d'or : 11 |                     |                                             |
| Parachutisme        | Free Fly            | Cathy Bouette Frédéric Fugen Vincent Reffet |
| Boules              | Pétanque-Double     | Damien Hureau Julien Lamour                 |
| Kayak-polo          | Kayak-polo masculin | Équipe masculine                            |
| Ju-jitsu            | −69 kg Hommes       | Julien Boussuge                             |
| Ju-jitsu            | −55 kg Hommes       | Annabelle Reydy                             |
| Ju-jitsu            | −70 kg Femmes       | Mélanie Lavis                               |

### Argent
| Sport                   | Discipline                       | Sportifs                      |
| Médailles d'argent : 14 |                                  |                               |
| Boules                  | Boule Lyonnaise-Tir de Précision | Magali Jouve                  |
| Boules                  | Boule Lyonnaise-Tir Progressif   | Laurence Essertel             |
| Boules                  | Pétanque-Double                  | Nadège Baussian Ranya Kouadri |
| Karaté                  | Kata Hommes                      | Minh Dack                     |
| Karaté                  | Kumite −65 kg Hommes             | William Rolle                 |
| Karaté                  | Kumite +65 kg Femmes             | Tiffany Fanjat                |
| Ski nautique            | Ski classique féminin            | Manon Costard                 |

### Bronze
| Sport                    | Discipline                     | Sportifs                                                                    |
| Médailles de bronze : 13 |                                |                                                                             |
| Parachutisme             | Free Fly                       | Guillaume Bernier Mathieu Bernier Julien Degen Fabrice Rieu Jeremie Rollett |
| Escalade                 | Difficulté Hommes              | Romain Desgranges                                                           |
| Escalade                 | Difficulté Femmes              | Caroline Ciavaldini                                                         |
| Boules                   | Boule Lyonnaise-Tir Progressif | Sébastien Mourgues                                                          |
| Kayak-polo               | Kayak-polo masculin            | Équipe féminine                                                             |
| Ju-jitsu                 | −94 kg Hommes                  | Vincent Parisi                                                              |
| Ju-jitsu                 | Double Hommes                  | Aurélien Dubois Jordane Dubois                                              |
| Ju-jitsu                 | Double Femmes                  | Patricia Floquet Isabelle Bacon                                             |